# Tęgomir
Tęgomir – staropolskie imię męskie. Składa się z członu Tęgo- („mocny”) -mir („pokój, spokój, dobro”). Może zatem oznaczać „trwały, stabilny pokój”.
Tęgomir imieniny obchodzi 25 listopada. Imię to nosił książę Stodoran, Tęgomir.